# Maeda Koichi
Maeda Koichi (前田 晃一 Maeda Koichi, sinh ngày 28 tháng 5 năm 1991) là một cầu thủ bóng đá người Nhật Bản thi đấu cho Nara Club.

## Thống kê câu lạc bộ
Cập nhật đến ngày 23 tháng 2 năm 2018.
| Thành tích câu lạc bộ | Thành tích câu lạc bộ | Thành tích câu lạc bộ | Giải vô địch | Giải vô địch | Cúp                   | Cúp                   | Tổng cộng | Tổng cộng |
| Mùa giải              | Câu lạc bộ            | Giải vô địch          | Số trận      | Bàn thắng    | Số trận               | Bàn thắng             | Số trận   | Bàn thắng |
| Nhật Bản              | Nhật Bản              | Nhật Bản              | Giải vô địch | Giải vô địch | Cúp Hoàng đế Nhật Bản | Cúp Hoàng đế Nhật Bản | Tổng cộng | Tổng cộng |
| --------------------- | --------------------- | --------------------- | ------------ | ------------ | --------------------- | --------------------- | --------- | --------- |
| 2014                  | FC Ryukyu             | J3 League             | 18           | 0            | 2                     | 0                     | 20        | 0         |
| 2015                  | FC Ryukyu             | J3 League             | 19           | 0            | –                     | –                     | 19        | 0         |
| 2015                  | Renofa Yamaguchi      | J3 League             | 10           | 0            | 1                     | 0                     | 11        | 0         |
| 2016                  | Fujieda MYFC          | J3 League             | 29           | 0            | 1                     | 0                     | 30        | 0         |
| 2017                  | Nara Club             | JFL                   | 24           | 1            | 1                     | 0                     | 25        | 1         |
| Tổng cộng sự nghiệp   | Tổng cộng sự nghiệp   | Tổng cộng sự nghiệp   | 100          | 1            | 5                     | 0                     | 105       | 1         |